# Jesper Verlaat
Jesper Verlaat (* 4. Juni 1996 in Zaanstad) ist ein niederländischer Fußballspieler, der seit der Saison 2022/23 beim TSV 1860 München unter Vertrag steht. Er ist der Sohn des ehemaligen niederländischen Fußballspielers Frank Verlaat, der unter anderem beim VfB Stuttgart und bei Werder Bremen aktiv war.

## Karriere
Verlaat, der sowohl im defensiven Mittelfeld als auch in der Innenverteidigung aufgeboten werden kann, begann seine Karriere in Bremen beim FC Oberneuland, ehe sein Vater 2003 nach Österreich wechselte. Anschließend spielte Jesper beim SK Sturm Graz und der Jugendakademie des FC Admira Wacker Mödling. Als seine Eltern 2007 nach Portugal an die Algarve übersiedelten, spielte Verlaat bis 2012 für verschiedene portugiesische Teams. Er wechselte im Sommer 2012 nach einem Probetraining zum SV Werder Bremen, für den er ab der U-17 spielte.
Am 13. März 2015 absolvierte Verlaat sein Debüt für die U-23-Mannschaft von Werder, als er kurz vor Schluss im Spiel gegen den TSV Havelse für Onur Capin eingewechselt wurde. Im Sommer rückte er fest in die U-23 auf, die inzwischen in die 3. Liga aufgestiegen war. Sein Debüt in dieser Spielklasse gab Verlaat am 1. November 2015 (15. Spieltag), als er bei dem 3:2-Heimsieg gegen den Chemnitzer FC in der 29. Minute ins Spiel kam; seitdem war er Stammspieler. Seinen ersten Treffer für Werders U-23 erzielte er am 7. November 2015 bei der 1:2-Auswärtsniederlage gegen Fortuna Köln. Zur Saison 2017/18 rückte Verlaat in den Kader der ersten Mannschaft auf, spielte aber weiterhin in der zweiten Mannschaft.
Zur Saison 2018/19 wechselte Verlaat ablösefrei zum SV Sandhausen. Am 15. Juli 2020 unterschrieb er einen Vertrag beim Drittligisten SV Waldhof Mannheim. Am 31. Mai 2022 verpflichtete ihn der TSV 1860 München. Bei den Münchner Löwen war er Abwehrchef und wurde zur Saison 2023/24 zum Kapitän ernannt. Im Frühjahr 2024 verlängerte er seinen Vertrag bis 2026.

## Erfolge
Werder Bremen (Jugend)
- 2013 Vizemeister der B-Junioren-Bundesliga Nord/Nordost